# ERS-428
A RS-428 , também conhecida como Rodovia Prefeito Antônio Alfredo de Souza, é uma rodovia brasileira do estado do Rio Grande do Sul.
É considerada uma rodovia de ligação, fazendo a conexão do município de Água Santa e Tapejara à BR-285. Possuí aproximadamente 27KM, dos quais apenas 15KM (Trecho BR-285 a Água Santa) encontram-se pavimentados, porém apresenta más condições de trafegabilidade e buracos na pista.

A estrada integra um importante corredor de desenvolvimento entre o Nordeste gaúcho, a Serra e a Região Metropolitana do Rio Grande do Sul. Seu asfaltamento completo promete impulsionar a economia e logística da região.

Escudo da rodovia

## Trecho BR-285 a Água Santa
Iniciando no KM 257 da BR-285, este trecho da ERS-428 possui uma extensão de 15,1 KM, sendo o acesso Sul da cidade de Água Santa. Desde 2012 este trecho é totalmente asfaltado, porém apresenta más condições de trafegabilidade. 

## Trecho Água Santa a Tapejara
Estadualizado em 2013, este trecho da ERS-428 possui 12KM de estrada não pavimentada, sendo o acesso norte de Água Santa. Nos últimos anos, lideranças políticas de ambos os municípios tem buscado junto ao Governo do Estado a conclusão do asfaltamento neste trecho. 
Em 2023, um encontro regional reivindicou o asfaltamento da RS-428, que liga Tapejara a Água Santa, no norte do RS. Segundo o Daer, o prazo para conclusão do projeto para pavimentação é novembro de 2023.

## Nome da Rodovia
Em 2013 o deputado estadual Gilmar Sossella (PDT) apresentou à Assembleia Legislativa o projeto de lei nº 39/2013, que nomeia a ERS-428, entre Tapejara e a BR-285, de Rodovia Prefeito Antônio Alfredo de Souza. A iniciativa homenageia a trajetória e a memória do ex-prefeito de Água Santa, conhecido como Nico, que faleceu no dia 2 de setembro de 2012, em um acidente de carro em um trecho não pavimentado da rodovia, entre Água Santa e Tapejara.
Antônio de Souza, servidor concursado da Corsan, se tornou uma liderança regional, sendo eleito prefeito de Água Santa em 2008, pelo PMDB. Ele era candidato à reeleição quando sofreu o acidente fatal.
O prefeito Nico foi um lutador incansável pela pavimentação do acesso a Água Santa, a ERS-428, que, à época, iniciava em Água Santa e a ligava a BR-285. Sua trajetória pessoal e política, de atuação destacada também em outras áreas, tornam válido e justo este reconhecimento público
Atualmente, a ERS-428 tem sua origem em Tapejara, cruzando o território de Água Santa e ligando a BR-285, após a estadualização do trecho entre Água Santa e Tapejara. 